# Stefano Zirilli
Stefano Zirilli (Milazzo, 1812 – 1884) è stato un patriota italiano.

## Biografia
Nel 1821 intraprende a Napoli nel Collegio di Caravaggio gli studi letterari, poi nel 1825 viene ammesso al Collegio Militare dell'Annunziatella. Nel 1832 diventa Ufficiale del Genio e nel 1840 è promosso Luogotenente in 1° nel Corpo del Genio. Nel 1844 gli viene conferita l'onorificenza di vice presidente dall'Istituto d'Africa di Parigi. 
Nel 1846 diventa Sindaco di Milazzo e nella rivoluzione del 1848 viene proclamato Presidente del Comitato della guerra. Chiamato a Palermo, dal Governo di Sicilia, nel Ministero della Guerra riorganizzò l'esercito nazionale e fondò una Scuola Militare per Allievi Ufficiali di tutte le armi, creò e diresse un giornale militare. Nel dicembre del 1848 fu nominato Direttore del Genio e della Scuola Militare, nel 1849 fu nominato Colonnello Ispettore del Genio. 
Dopo la fine della rivoluzione ritorna a Milazzo. Nel dicembre del 1849 viene arrestato a Messina e condotto in prigione nel forte del Salvatore, resta prigioniero a Milazzo fino al 1855. Dopo la sua scarcerazione fu nominato Ispettore Generale dei Ponti e delle Strade. 
Il 1º maggio del 1860 è acclamato Presidente del Comitato segreto anti borbonico. Con l'arrivo di Garibaldi in Sicilia Giacomo Medici gli conferisce pieni poteri per trattare la resa della piazzaforte di Milazzo. Dopo l'avvenuta Unità d'Italia si dedica alla creazione della Biblioteca comunale per la quale lavora donando e ricercando testi e la rende il vanto della città. Nel 1882 viene nominato socio dell'Accademia Pitagorica . Muore nel 1884